# Grevillea erectiloba
Grevillea erectiloba,  es una especie de arbusto  del gran género  Grevillea perteneciente a la familia  Proteaceae. Es originaria de  Australia Occidental. 

## Descripción
Alcanza  una altura de entre 1 y 3 metros y produce flores de color rojo entre septiembre y octubre (principios a mediados de primavera) en su rango nativo.

## Taxonomía
Grevillea erectiloba fue descrita por Ferdinand von Mueller y publicado en Fragmenta Phytographiae Australiae 10: 44. 1876.
Etimología
Grevillea, el nombre del género fue nombrado en honor de Charles Francis Greville, cofundador de la Royal Horticultural Society.
erectiloba: epíteto latíno que significa "con lóbulos erectos"